# Luật Người khuyết tật 2010
Luật Người khuyết tật 2010 (số ký hiệu: 51/2010/QH12, tên quốc tế: 2010 Law on Persons with Disabilities) là văn bản quy phạm pháp luật quy định về lĩnh vực người khuyết tật của Việt Nam, trên tinh thần người khuyết tật luôn được xã hội chăm sóc và giúp đỡ, khẳng định mọi thành viên, bao gồm cả người khuyết tật đều được nhà nước bảo đảm quyền công dân như nhau và đều được hưởng các thành quả chung của sự phát triển xã hội. Trong bối cảnh 10 năm một đạo luật, lĩnh vực người khuyết tật được khảo sát, nghiên cứu từ 2008 và chỉ ra những vấn đề về sự thay đổi của xã hội, tình hình trong nước và quốc tế, chỉ ra những thiếu sót của hệ thống pháp luật trong việc thiết kế chính sách đáp ứng mục tiêu bảo trợ cho người khuyết tật thời kỳ hiện tại, dẫn tới đề xuất xây dựng một đạo luật mới có hiệu lực pháp lý cao hơn luật cũ. Theo đó, Bộ Lao động – Thương binh và Xã hội được phân công soạn luật, trải qua quá trình xây dựng cho đến khi được ban hành và có hiệu lực từ ngày 1 tháng 1 năm 2011, đánh dấu sự kết thúc về hiệu lực của Pháp lệnh Người tàn tật 1998.
Luật gồm 10 chương, 53 điều, quy định các vấn đề gồm quyền và nghĩa vụ của người khuyết tật, đồng thời là trách nhiệm của Nhà nước, gia đình và xã hội đối với người khuyết tật, đồng thời lấy ngày 18 tháng 4 làm "Ngày người khuyết tật Việt Nam". Luật định nghĩa khái niệm, đặt ra 6 dạng tật, 3 mức độ, quy định về việc xác nhận khuyết tật, phân công về chính quyền cấp xã, đưa ra các chính sách về giáo dục, y tế, văn hóa, lao động, bảo trợ xã hội cho người khuyết tật trước hết thông qua ngân sách nhà nước, bên cạnh đó là sự khuyến khích lớn đối với cộng đồng xã hội. Trên tinh thần nhân đạo, luật định những ưu đãi cho cả người khuyết tật và người tham gia hỗ trợ người khuyết tật, thực hiện tinh thần "không để ai bị bỏ lại phía sau" của Việt Nam.

## Bối cảnh xã hội
| Thống kê người khuyết tật 2005 | Thống kê người khuyết tật 2005 | Thống kê người khuyết tật 2005 |
| Nhóm khuyết tật                | Số lượng                       | Tỷ lệ                          |
| ------------------------------ | ------------------------------ | ------------------------------ |
| Khuyết tật nặng                | 1,1 triệu                      | 21,5%                          |
| Về vận động                    | —                              | 29,41%                         |
| Về thần kinh                   | —                              | 16,83%                         |
| Về thị giác                    | —                              | 13,84%                         |
| Về thính giác                  | —                              | 9,32%                          |
| Về ngôn ngữ                    | —                              | 7,08%                          |
| Về trí tuệ                     | —                              | 6,52%                          |
| Dị tật khác                    | —                              | 17%                            |
| Tổng                           | 5,3 triệu                      | 6,34%                          |

Năm 2005, Chính phủ phân công Bộ Lao động – Thương binh và Xã hội (MOLISA) khảo sát 7 năm 1998–2005 thực hiện Pháp lệnh Người tàn tật 1998, theo đó thống kê cả nước có 5,3 triệu người khuyết tật, chiếm khoảng 6,34% dân số, bao gồm các nhóm khuyết tật như khuyết tật vận động, thần kinh, thị giác, thính giác, ngôn ngữ, trí tuệ và các dạng tật khác. Tỷ lệ nam là người khuyết tật cao hơn nữ do các nguyên nhân hậu quả chiến tranh, tai nạn lao động, tai nạn giao thông, tai nạn thương tích. Nguyên nhân gây nên khuyết tật gồm 35,8% do bẩm sinh, 32,34% do bệnh tật, 25,56% do hậu quả chiến tranh, 3,49% do tai nạn lao động và 2,81% do các nguyên nhân khác. Báo cáo này dự báo trong nhiều năm tiếp theo thì số lượng người khuyết tật ở Việt Nam không giảm do tác động của ô nhiễm môi trường, ảnh hưởng của chất độc hóa học, chất độc da cam do Hoa Kỳ sử dụng trong chiến tranh Việt Nam, tai nạn giao thông và tai nạn lao động, hậu quả thiên tai. Do đó, đời sống vật chất, tinh thần của người khuyết tật gặp nhiều khó khăn, có tới 37% người khuyết tật đang sống trong hộ nghèo, cao gấp 3 lần so với tỷ lệ nghèo chung cùng thời điểm; 24% ở nhà tạm, 34,4% từ 6 tuổi chưa biết chữ và 21,24% chưa tốt nghiệp tiểu học; đa số trong độ tuổi lao động không có khả năng tham gia lao động; đại đa số từ 16 tuổi chưa được đào tạo chuyên môn, trong đó chỉ có rất ít đang học nghề; đại đa số sống dựa vào gia đình, người thân. MOLISA kết luận những khó khăn này cản trở người khuyết tật tiếp cận dịch vụ y tế, giáo dục, học nghề, tìm kiếm việc làm, tham gia giao thông, dẫn đến khó khăn trong cuộc sống và hòa nhập cộng đồng.

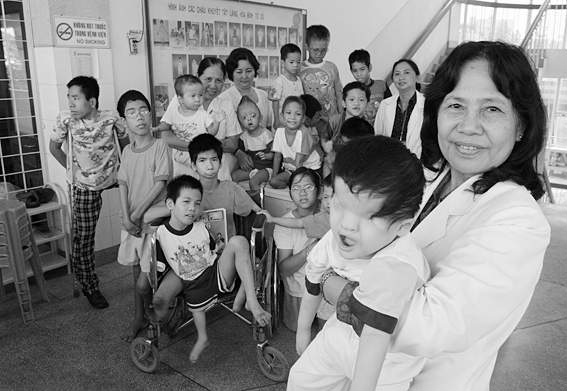
Bác sĩ Nguyễn Thị Ngọc Phượng và trẻ em khuyết tật – một trong những đối tượng của pháp luật về người khuyết tật – do nhiễm chất độc da cam được Mỹ sử dụng trong chiến tranh Việt Nam.

Vào thời điểm này, Pháp lệnh Người tàn tật 1998 là đạo luật trực tiếp quy định về lĩnh vực người tàn tật, bên cạnh đó là 20 luật có quy định riêng liên quan như Bộ Luật dân sự 2005, Luật Bảo vệ và chăm sóc trẻ em 2004, Bộ luật Lao động 1994, Luật Dạy nghề 2006, Luật Bảo hiểm xã hội 2006, Luật Bảo hiểm y tế 2008, Luật Giáo dục 2005, Luật Xây dựng 2003, Luật Giao thông đường bộ 2008, và trên 200 văn bản hướng dẫn thực hiện pháp lệnh và các luật. Hàng năm có gần 1 triệu người khuyết tật được trợ cấp từ ngân sách nhà nước, gồm trợ cấp xã hội, trợ cấp thương binh, bệnh binh và người hưởng chính sách như thương binh; hàng trăm ngàn lượt người được hỗ trợ chỉnh hình, phục hồi chức năng, được cung cấp phương tiện trợ giúp như xe lăn, xe đẩy. Chương trình phục hồi chức năng được tất cả tỉnh, thành xây dựng, mạng lưới phục hồi chức năng dựa vào cộng đồng; giai đoạn này có 260 nghìn trẻ em khuyết tật học hòa nhập ở các cơ sở giáo dục và 6 nghìn trẻ em khuyết tật học ở các cơ sở giáo dục chuyên biệt; 19 nghìn người khuyết tật được học nghề và bình quân mỗi năm có khoảng 10 nghìn người được giới thiệu việc làm thông qua trung tâm dịch vụ việc làm. Các tổ chức của người khuyết tật ở các tỉnh, thành như Hội người mù, Hội người điếc, Hội người khuyết tật các tỉnh, Hội bảo trợ người tàn tật và trẻ em mồ côi, Hội cứu trợ trẻ em tàn tật, Hiệp hội sản xuất, kinh doanh của người tàn tật. MOLISA nhận định rằng sau sau hơn 10 năm thực hiện pháp lệnh vẫn còn nhiều cơ chế, chính sách chưa thật sự đi vào cuộc sống hoặc chưa được thực hiện đầy đủ như: chưa xác định được hạng khuyết tật, người khuyết tật chưa thật sự được tạo điều kiện tiếp cận cơ sở hạ tầng, công nghệ thông tin, giao thông công cộng; các doanh nghiệp chưa nhận đủ số lao động là người tàn tật theo quy định; quỹ việc làm người tàn tật, quỹ hỗ trợ người tàn tật chưa được các địa phương quan tâm thành lập, nguồn lực chưa được bảo đảm đủ, công tác tuyên truyền phổ biến chính sách, giám sát thực thi pháp luật còn nhiều hạn chế, khiến hiệu quả thực hiện luật, pháp lệnh và các chính sách đối với người khuyết tật chưa cao, còn một số chính sách không khả thi trong cuộc sống.
Ngày 13 tháng 12 năm 2006, Liên Hợp Quốc đã thông qua Công ước Quốc tế về Quyền của Người Khuyết tật, có hơn 150 quốc gia ký tham gia gồm Việt Nam, trong đó 50 quốc gia đã phê chuẩn. Trong khu vực, Việt Nam cam kết thực hiện 7 lĩnh vực ưu tiên trong "Khuôn khổ hành động thiên niên kỷ Biwako hướng tới một xã hội hòa nhập, không vật cản vì quyền của người khuyết tật", khu vực Châu Á – Thái Bình Dương thập kỷ thứ II về người khuyết tật 2001–2012. MOLISA nghiên cứu so sánh hệ thống pháp luật Việt Nam với công ước và kết luận rằng về cơ bản các quy định liên quan đến người khuyết tật của Việt Nam tương đối phù hợp, tuy nhiên, còn một số điều, khoản quy định trong công ước chưa được quy định trong hệ thống các luật hoặc có nhưng ở các văn bản hướng dẫn của chính quyền, cần được khái quát để điều chỉnh thành các nguyên tắc chung trong hệ thống luật quốc gia. Với bối cảnh xã hội thay đổi hình thành sự cần thiết thích ứng tình hình trong nước lẫn quốc tế, theo hình thức của Luật Ban hành văn bản quy phạm pháp luật 2008, cơ sở pháp lý "người già, người tàn tật, trẻ em mồ côi không nơi nương tựa được Nhà nước và xã hội giúp đỡ" và "Nhà nước và xã hội tạo điều kiện cho trẻ em khuyết tật được học văn hóa và học nghề phù hợp" quy định trong Hiến pháp 1992 cũng như chủ trương hỗ trợ của Đảng Cộng sản, tinh thần "không để ai bị bỏ lại phía sau" của Nhà nước, nhu cầu nâng lên thành luật, tạo thành một hệ thống chính sách, pháp luật bảo đảm sự tham gia bình đẳng của người khuyết tật được đặt ra.

## Soạn thảo, ban hành
Chính phủ phân công MOLISA, thành lập Ban soạn thảo, với trưởng ban là Bộ trưởng Nguyễn Thị Kim Ngân, và Tổ biên tập Luật từ năm 2008. Trong năm này, Ban soạn thảo đã thực hiện những công việc soạn thảo dự án luật như hệ thống hóa các quy định của pháp luật hiện hành trong nước liên quan đến người khuyết tật, thu thập, nghiên cứu tham khảo luật người khuyết tật của một số nước và các tài liệu của các tổ chức quốc tế liên quan; khảo sát đánh giá tình hình thực hiện chế độ chính sách đối với người khuyết tật tại các địa phương. Ban soạn thảo tổng kết 10 năm thi hành pháp lệnh và hệ thống các văn bản pháp luật liên quan, bên cạnh đó đã tổ chức 10 hội thảo khoa học và nhiều tọa đàm nhỏ để lấy ý kiến theo từng nhóm đối tượng với sự tham gia của trên 1 nghìn lượt người, trong đó có nhiều chuyên gia trong nước và quốc tế, cũng như đăng tải toàn văn dự án luật trên cổng thông tin điện tử của Chính phủ để lấy ý kiến người dân. Ngày 1 tháng 9 năm 2009, tại Phiên họp thường kỳ tháng 8, Chính phủ thảo luận và nhất trí thông qua dự án luật người khuyết tật để trình Quốc hội. Sau đó, dự án được trình Ủy ban Thường vụ Quốc hội, đồng ý với việc điều chỉnh tên gọi "người tàn tật" thành "người khuyết tật" trong luật mới, chỉnh lý thêm theo ý kiến của ủy ban, rồi trình lên Quốc hội vào kỳ họp thứ 7, ngày 17 tháng 6 năm 2010, được biểu quyết thông qua.

## Cấu trúc
Luật có 10 chương, 53 điều, thay thế cho Pháp lệnh Người tàn tật 1998 của Ủy ban Thường vụ Quốc hội khóa X theo hướng mở rộng và hoàn thiện, chính thức có hiệu lực từ ngày 1 tháng 1 năm 2011.
| Chương | Tên                                                                                 | Điều  | Tổng |
| ------ | ----------------------------------------------------------------------------------- | ----- | ---- |
| I      | Những quy định chung                                                                | 1–14  | 14   |
| II     | Xác nhận khuyết tật                                                                 | 15–20 | 6    |
| III    | Chăm sóc sức khỏe                                                                   | 21–26 | 6    |
| IV     | Giáo dục                                                                            | 27–31 | 4    |
| V      | Dạy nghề và việc làm                                                                | 32–35 | 4    |
| VI     | Văn hóa, thể dục, thể thao, giải trí và du lịch                                     | 36–38 | 3    |
| VII    | Nhà chung cư, công trình công cộng, giao thông, công nghệ thông tin và truyền thông | 39–43 | 5    |
| VIII   | Bảo trợ xã hội                                                                      | 44–48 | 5    |
| IX     | Trách nhiệm của cơ quan nhà nước về công tác người khuyết tật                       | 49–50 | 2    |
| X      | Điều khoản thi hành                                                                 | 51–53 | 3    |
| 10     | Tổng cộng                                                                           | 53    | 53   |

## Nội dung chung

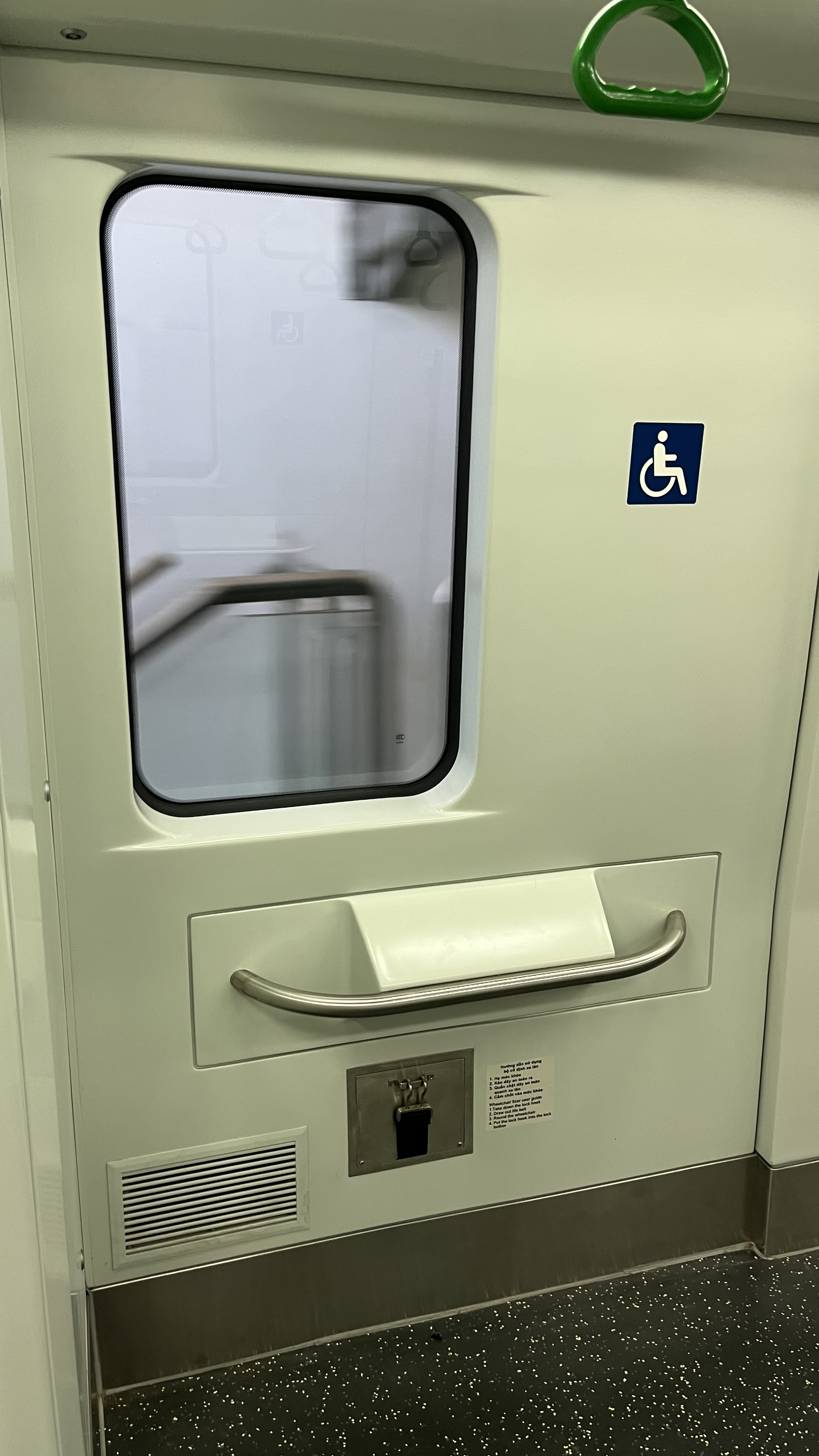
Vị trí dành cho người khuyết tật của một con tàu thuộc hệ thống Metro Hà Nội, áp dụng theo quy định của Luật Người khuyết tật 2010.

Luật định nghĩa người khuyết tật là "người bị khiếm khuyết một hoặc nhiều bộ phận cơ thể hoặc bị suy giảm chức năng được biểu hiện dưới dạng tật khiến cho lao động, sinh hoạt, học tập gặp khó khăn", bên cạnh đó cũng giải thích các thuật ngữ về việc kỳ thị, phân biệt đối xử người khuyết tật, các vấn đề liên quan khác như giáo dục hòa nhập, giáo dục chuyên biệt, giáo dục bán hòa nhập, sống độc lập. Bên cạnh đó, ngày 18 tháng 4 được chọn làm "Ngày người khuyết tật Việt Nam". Luật định các dạng tật và mức độ khuyết tật nặng và nhẹ. Người khuyết tật có các quyền và nghĩa vụ như công dân bình thường, tham gia bình đẳng vào các hoạt động xã hội, nhận được một số ưu đãi như miễn hoặc giảm một số khoản đóng góp cho các hoạt động xã hội, được chăm sóc sức khỏe, phục hồi chức năng, học văn hóa, học nghề, việc làm, trợ giúp pháp lý, tiếp cận công trình công cộng, phương tiện giao thông, công nghệ thông tin, dịch vụ văn hóa, thể thao, du lịch và dịch vụ khác phù hợp với dạng tật và mức độ khuyết tật. Theo đó, Nhà nước bố trí ngân sách để thực hiện các chính sách về người khuyết tật như phòng ngừa, giảm thiểu khuyết tật, bảo trợ xã hội, trợ giúp chăm sóc các vấn đề về quyền của người khuyết tật, ưu tiên đối với người khuyết tật là trẻ em, người cao tuổi. Các chính sách này được lồng ghép vào chính sách phát triển kinh tế – xã hội, tiến hành đào tạo, bồi dưỡng người làm công tác tư vấn, chăm sóc người khuyết tật, khuyến khích hoạt động trợ giúp trong xã hội đi cùng với khen thưởng các thành tích trong công tác này, và tạo điều kiện để tổ chức của người khuyết tật, và tổ chức vì người khuyết tật hoạt động.
Luật định về xã hội hóa hoạt động trợ giúp người khuyết tật để huy động các lực lượng xã hội trong nước và nước ngoài tham gia, những quy định về thông tin, truyền thông, giáo dục nhằm đảm bảo thực hiện luật này, và đặt ra 7 nhóm hành vi bị nghiêm cấm nhằm bảo vệ và chăm, sóc người khuyết tật. Bên cạnh đó, đặc tính xã hội quy định rằng gia đình phải có trách nhiệm bảo vệ, nuôi dưỡng, chăm sóc, tạo điều kiện để người khuyết tật được chăm sóc sức khỏe và thực hiện quyền, nghĩa vụ của mình, đồng thời tôn trọng ý kiến của người khuyết tật trong việc quyết định những vấn đề liên quan đến cuộc sống của bản thân họ và gia đình. Có một khoản quỹ gọi là Quỹ trợ giúp người khuyết tật là quỹ xã hội từ thiện nhằm huy động nguồn lực trợ giúp người khuyết tật.

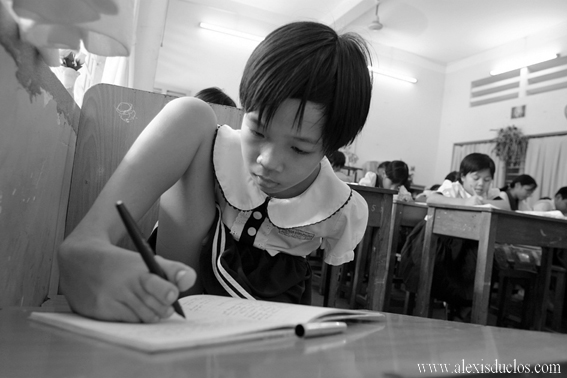
Một trẻ em khuyết tật bẩm sinh theo học tiểu học theo phương thức giáo dục hòa nhập, cùng các bạn không khuyết tật.

Luật quy định việc xác nhận khuyết tật được tiến hành từ chính quyền cấp xã, bởi cơ quan là Hội đồng xã định mức độ khuyết tật, nêu rõ phương thức, trách nhiệm và thủ tục xác định mức độ khuyết tật. Người khuyết tật được chăm sóc sức khỏe ban đầu tại nơi cư trú, khám chữa bệnh, bên cạnh đó là trách nhiệm của cơ sở khám chữa, cơ sở chỉnh hình, phục hồi chức năng. Việc phục hồi chức năng dựa vào cộng đồng, cộng với nghiên cứu khoa học, đào tạo chuyên gia, kỹ thuật viên, sản xuất trang thiết bị dành cho người khuyết tật. Về giáo dục, các phương thức giáo dục người khuyết tật bao gồm giáo dục hòa nhập – chung với người không khuyết tật, giáo dục chuyên biệt – dành riêng cho người khuyết tật; và giáo dục bán hòa nhập – kết hợp 2 phương thức trước, và cả 3 đều ở cơ sở giáo dục. Người khuyết tật được dạy nghề, được giúp đỡ tiếp cận với thị trường lao động, tìm kiếm việc làm, đi kèm là ưu đãi cho cơ sở sản xuất, kinh doanh sử dụng nhiều lao động là người khuyết tật, được tiếp cận và tham gia các hoạt động văn hóa, thể dục, thể thao, giải trí và du lịch. Luật quy định về các điều kiện trong việc phê duyệt thiết kế đầu tư xây dựng mới, lộ trình cải tạo công trình công cộng nhằm bảo đảm các điều kiện tiếp cận và sử dụng của người khuyết tật; tham gia giao thông của họ; phương tiện giao thông và các chính sách, biện pháp bảo đảm người khuyết tật tiếp cận giao thông, tiếp cận công nghệ thông tin và truyền thông. Ngoài ra, luật định các chính sách trợ cấp xã hội đối với người khuyết tật và gia đình của họ, người nhận nuôi dưỡng và chăm sóc; chính sách nuôi dưỡng tập trung trong cơ sở chăm sóc; và chính sách hỗ trợ mai táng.

## Điểm mới so với Pháp lệnh 1998

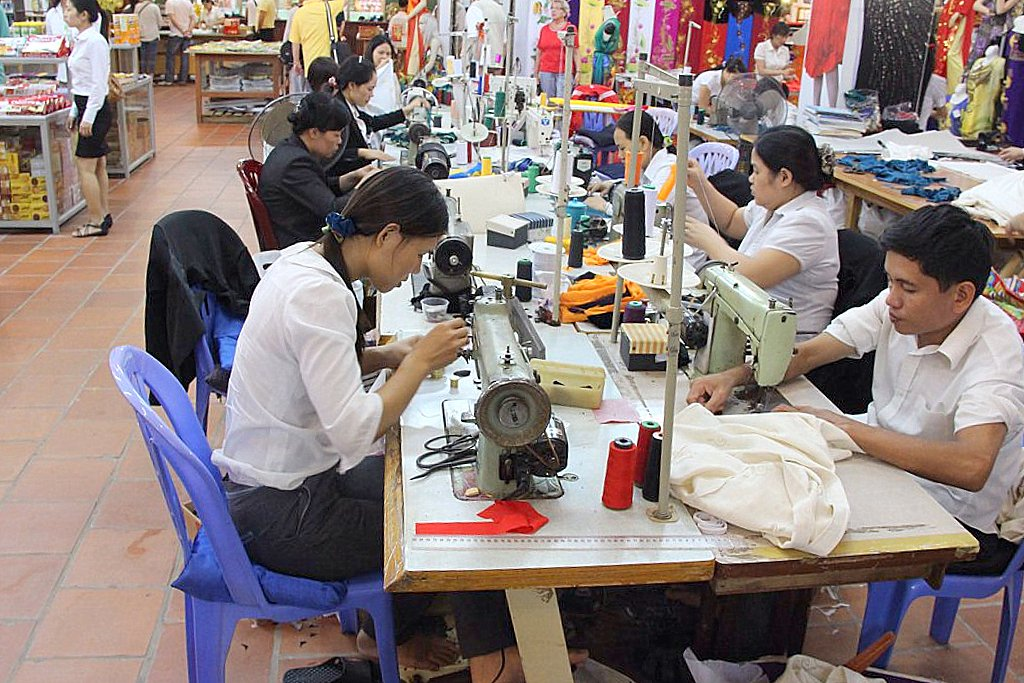
Một chương trình hỗ trợ việc làm cho người khuyết tật.

Luật quy định khái niệm người khuyết tật trên cơ sở kế thừa Pháp lệnh Người tàn tật 1998 và thể hiện được quan điểm tiếp cận về mặt xã hội theo tinh thần của Công ước Quốc tế về Quyền của Người Khuyết tật, quy định 6 dạng tật, 3 mức độ khuyết tật và nguyên tắc để Chính phủ có cơ sở quy định cụ thể, nhằm bảo đảm việc xây dựng chính sách, giải pháp để thực hiện. Có 10 nhóm giải pháp chính sách của Nhà nước, trong đó nhấn mạnh việc bảo đảm nguồn lực tài chính, nhân lực, các điều kiện thực thi, xã hội hóa, tuyên truyền trong việc bảo đảm thực hiện các quy định này. Luật 2010 ưu tiên khám bệnh, chữa bệnh và chỉnh hình phục hồi chức năng đối với trẻ em khuyết tật, phụ nữ khuyết tật và người cao tuổi khuyết tật. Song song với y tế là giáo dục, người khuyết tật được nhập học ở độ tuổi cao hơn so với độ tuổi quy định đối với giáo dục phổ thông; được ưu tiên trong tuyển sinh; được miễn, giảm một số môn học hoặc nội dung và hoạt động giáo dục mà khả năng của cá nhân không thể đáp ứng; được miễn, giảm học phí, chi phí đào tạo, các khoản đóng góp khác; được xét cấp học bổng, hỗ trợ phương tiện, đồ dùng học tập; được cung cấp phương tiện, tài liệu hỗ trợ học tập dành riêng trong trường hợp cần thiết. Để hỗ trợ những vấn đề về nghe, nhìn, và nói thì người khuyết tật nghe, nói được học bằng ngôn ngữ ký hiệu, bằng chữ nổi Braille theo chuẩn quốc gia.
Luật định về nguyên tắc về dạy nghề và việc làm rằng các cơ quan, tổ chức, doanh nghiệp và cá nhân không được từ chối tuyển dụng người khuyết tật có đủ tiêu chuẩn tuyển dụng vào làm việc, bên cạnh đó là chính sách hỗ trợ đối với người khuyết tật tự tạo việc làm hoặc hộ gia đình tạo việc làm cho người khuyết tật, chính sách đối với doanh nghiệp dành riêng cho người khuyết tật, chính sách khuyến khích sử dụng lao động là người khuyết tật làm việc.